# إيزابيل نورونها
إيزابيل هيلينا فييرا كورداتو دي نورونها (ولدت في 18 مارس 1964)، وهي مخرجة أفلام من موزمبيق.

## سيرة ذاتية
ولدت نورونها عام 1964 في لورينسو ماركيز (الآن مابوتو) في موزمبيق خلال فترة الاستعمار البرتغالي. كان والدها طبيبًا، وكان قد ولد في جوا عندما كانت تحت الحكم البرتغالي الذي استمر حتى عام 1961، وأمها من موزمبيق.
في عام 1984، وهي في سن العشرين بدأت نورونها مسيرتها السينمائية في المعهد الوطني للسينما، حيث عملت كمساعد إنتاج، ومساعد مخرج، ومحررة استمرارية، ومديرة إنتاج، وأخيراً كمخرجة. تعلمت الحرف باستخدام صناع أفلام وفنيون موزمبيقيون آخرون في ممارسة «كوكسا كانيما» (ممارسة الحكومة لتقديم الأخبار في بكرات الأفلام حتى يمكن توزيعها في جميع أنحاء البلد الفقير للغاية، حيث لا يوجد لدى الناس أجهزة تلفزيون وحيث لا توجد دور سينما). هنا صنعت أول فيلمين وثائقيين لها. يُعتبر منتصف الثمانينيات من القرن الماضي وقتًا أساسيًا في صناعة السينما في موزمبيق، وأحد فترات ازدهار السينما في جنوب إفريقيا.
في هذا الوقت تقريبًا، كانت جزءًا من مجموعة صانعي الأفلام الناشئين الذين صنعوا (وقت الفهود)، والذي يعتبر أول فيلم روائي طويل تم إنتاجه في موزمبيق.
في عام 1986، أوقفت الحكومة تمويل المعهد الوطني للسينما، ووجد العديد من صانعي الأفلام أنفسهم عاطلين عن العمل. بدأت نورونها العمل كمخرجة أفلام مستقلة، وكانت أحد مؤسسي أول تعاونية فيديو لنقابة المخرجين الموزمبيقيين. في عام 1991 أنشأت فيلم (ذات مرة في المدينة)، وهو فيلم وثائقي عن الأطفال والجنود اللاجئين الذين يبيعون الصحف في مابوتو عاصمة موزمبيق. وفي نفس العام أنجبت ابنتها، وقررت أن تحقق حلمها في دراسة علم النفس في جامعة البوليتكنيك في مابوتو. أنهت درجة البكالوريوس في علم النفس الإكلينيكي عام 2002، ثم تابعت دراسة التحليل النفسي وعلم النفس الاجتماعي والتواصل. في عام 2007 أكملت درجة الماجستير في الصحة العقلية والعمل الاجتماعي من جامعة ليون بإسبانيا.
في عام 2003 بدأت نورونها في الجمع بين عملها كطبيبة نفسية وعملها السينمائي. بمساعدة منحة من صندوق أفلام أموكيني، قامت بتصوير الفيلم الوثائقي (أحلام محروسة). وفي عام 2007، صنعت أول فيلم كامل لها (نغوينيا التمساح)، عن الفنانة الموزمبيقية نغوينيا.
واحدة من أكثر أعمالها شهرة هي ثلاثية الأسرة الجديدة، وهي ثلاثية من الأفلام الوثائقية حول نموذج عائلي جديد نشأ في موزمبيق، يتكون من أطفال تيتموا نتيجة لوباء الإيدز.

## الجوائز
في عام 2009، فازت نورونها بجائزة المرأة الإبداعية لمهرجان سينبوبل السينمائي عن فيلمها (أم الأحفاد). وفي نفس العام فازت بجائزة (نافذة على العالم) لأفضل فيلم وثائقي عن (نغوينيا التمساح) في مهرجان أفلام إفريقيا وآسيا وأمريكا اللاتينية في ميلانو.

## فيلموغرافيا مختارة
- 1987: مانجاكازي [9]
- 2007: نغوينيا، أو كروكوديلو [7]
- 2010: إسبيلو ميو (إسبجيتو) [10]